# Dinka (langue)
Pour les articles homonymes, voir Dinka.
Le dinka est une langue nuer-dinka du Soudan du Sud parlée par les Dinka.

## Variétés
Le dinka est catégorisé comme macro-langue dans la norme ISO 639-3 avec les cinq variétés suivantes, : 
- dip: le dinka du Nord-Est, dinka du Nil Blanc ou padang
- diw: le dinka du Nord-Ouest
- dib: le dinka du Sud-Central, dinka central, agar ou ciec
- dks: le dinka du Sud-Est, bor ou cam
- dik: le dinka du Sud-Ouest ou rek

## Localisation
Les variétés du dinka sont parlées dans les lieux suivants :
- le dinka du Nord-Est : comtés de Renk (en), Melut (en) et Baliet (en) de l'État du Nil Supérieur et dans les comtés de Fangak (en) et Khorfulus (en) de l'État de Jonglei[5] ;
- le dinka du Nord-Ouest : alentours d'Abiyé, comtés d'Abiemnhom et de Pariang de l'État de l'Unité[6] ;
- le dinka du Sud-Central : État des Lacs[7] ;
- le dinka du Sud-Est : comtés de Bor South et de Twic East de l'État de Jonglei[8] ;
- le dinka du Sud-Ouest : comté de Jur River (en) de l'État du Bahr el Ghazal occidental, États du Bahr el Ghazal du Nord et de Warab[9].

## Écriture
Le dinka est écrit avec l’alphabet latin et une orthographe principalement établie lors de la Rejaf Language Conference de 1928 suivant les principes de l’Institut africain international.
| Majuscules | A | Ä | B | C | D | Dh | E | Ë | Ɛ | Ɛ̈ | G | Ɣ | I | Ï | J | K | L | M | N | Nh | Ny | Ŋ | O | Ö | Ɔ | Ɔ̈ | P | R | T | Th | U | W | Y |
| Minuscules | a | ä | b | c | d | dh | e | ë | ɛ | ɛ̈ | g | ɣ | i | ï | j | k | l | m | n | nh | ny | ŋ | o | ö | ɔ | ɔ̈ | p | r | t | th | u | w | y |